# Fonit Cetra
A Fonit Cetra egy olasz lemezkiadó volt, amely 1957 és 1998 között működött.

## Története
A Fonit Cetra hivatalosan 1957. december 16-án két lemezkiadó vállalat egyesülésével jött létre: egyikük a Cetra, az olasz állam tulajdonában lévő Rai (korábban Eiar), székhelye Torinóban (az 1950-es évek végéig a via Assarotti 6., majd a via Avogadro 30., s végül 1961 szeptembere óta a via Bertola 34. alatt), másikuk a milánói Fonit (betűszó Fon. I. T.: Fonodisco Italiano Trevisan), 1911-ben született. A Cetra (a. m. hárfa) (Compagnia per edizioni teatro, registrazioni ed affini) szintén rövidítés, azt jelenti, hogy a Színházak, felvételek és egyéb hasonlók kiadótársasága.
Mindkét cég előkelő helyt foglalt el az olasz hangfelvételi iparban a háború utáni időszakban, a Cetra olyan művészeknek hála, mint Nilla Pizzi, Achille Togliani, és 1957-től Claudio Villa (és vezérigazgatója, Edgardo Trinelli), valamint a Fonit köszönhetően Natalino Otto, Domenico Modugno munkájának (aki az olasz RCA-val 1956-ban szakított).
1957-es fúziójuk ellenére, a két cég továbbra is a két különböző címkével bocsátotta ki lemezeit, az 1970-es évek végéig fenntartotta két irodáját, amíg 1978-ban a torinói  Bertola 34. alattit be nem zárták, s a tevékenységük Milánóban, a via Meda 45. alatt koncentrálódott.
A torinói székhelynek is volt egy stúdiója, ahol a kiadó sok lemezt felvett, s ahol a művészeti igazgató Mario Zanoletti, míg a hangmérnök Edoardo Massucci, Riccardo Massucci rendező, a híres EIAR-közvetítés A négy muskétás fia volt. Az ottani székhely bezárásával a stúdió is beszüntette működését.
Ez a kezdete a cég nehéz időszakának, amelyben a válság elért arra a pontra, hogy az 1980-as évek során már nem volt önálló terjesztése, illetve támogatni kellett ezt a tevékenységet, a Dischi Ricordival.
Egy 1987. július 23-án kelt határozattal a cég nevét Nuova Fonit Cetrára változtatták; az újraindított évtizedre, köszönhetően az új igazgatónak, Lucio Salvininak.
Az 1997-ben belépett a Rai Trade S.p.A., de az 1990-es évek végén a RAI anyavállalat terjesztette termékeit, a Warner Music Group katalógusában.
A sok művész közül, akiket a Fonit Cetra felvett, az emlékezetesebbek: Narciso Parigi, Claudio Villa, a Cetra Kvartett, Sergio Endrigo, Marisa Sannia, Marco Armani, az Új Trollok, Delirium, Patty Pravo, Milva, Bruno Consigliere, Roberto Balocco, Otello Profazio, Gipo Farassino, Amedeo Minghi, Mietta, Mango, Loretta Goggi, Raffaella Carrà, Mia Martini, Ivano Fossati, Fausto Papetti, Luca Barbarossa, Manuel De Peppe, Michele Zarrillo, a Ricchi e Poveri, Gino Paoli, Gigi Finizio, a Hozsánna, Renzo Arbore, Nancy Cuomo, Rosa Balistreri, Mary Kártya, Antonietta Laterza, a színésznő, Dalila Di Lazzaro, és még sokan mások.

## Bibliográfia
- Különböző szerzők (szerkesztette Gino Castaldo): Dizionario della canzone italiana, Curcio, 1990; Fonit Cetra szócikk, írta Mario De Luigi, 695–696. o.
- A Musica e dischi különböző számai (1959-től kezdve), Il Musichiere (1959–1960 évfolyamok), TV Sorrisi e Canzoni (1959-től), Ciao 2001, Radiocorriere TV (1959–1995 évfolyamok), Qui giovani, Big, Music, és sok más zenei témájú folyóiratból
- Mario De Luigi, L'industria discografica in Italia, Lato Side, Róma, 1982
- Mario De Luigi, Storia dell'industria fonografica in Italia, Musica e Dischi, Milánó, 2008

## Külső hivatkozások
- Fonit Cetra A Discogs weblapon

## Fordítás
Ez a szócikk részben vagy egészben  a   Fonit Cetra című olasz Wikipédia-szócikk ezen változatának fordításán alapul.  Az eredeti cikk szerkesztőit annak laptörténete sorolja fel. Ez a jelzés csupán a megfogalmazás eredetét és a szerzői jogokat jelzi, nem szolgál a cikkben szereplő információk forrásmegjelöléseként.